# NGC 1284
NGC 1284 (również PGC 12247) – galaktyka soczewkowata (S0), znajdująca się w gwiazdozbiorze Erydanu. Odkrył ją William Herschel 10 grudnia 1798 roku.